# 阿赫兄弟會

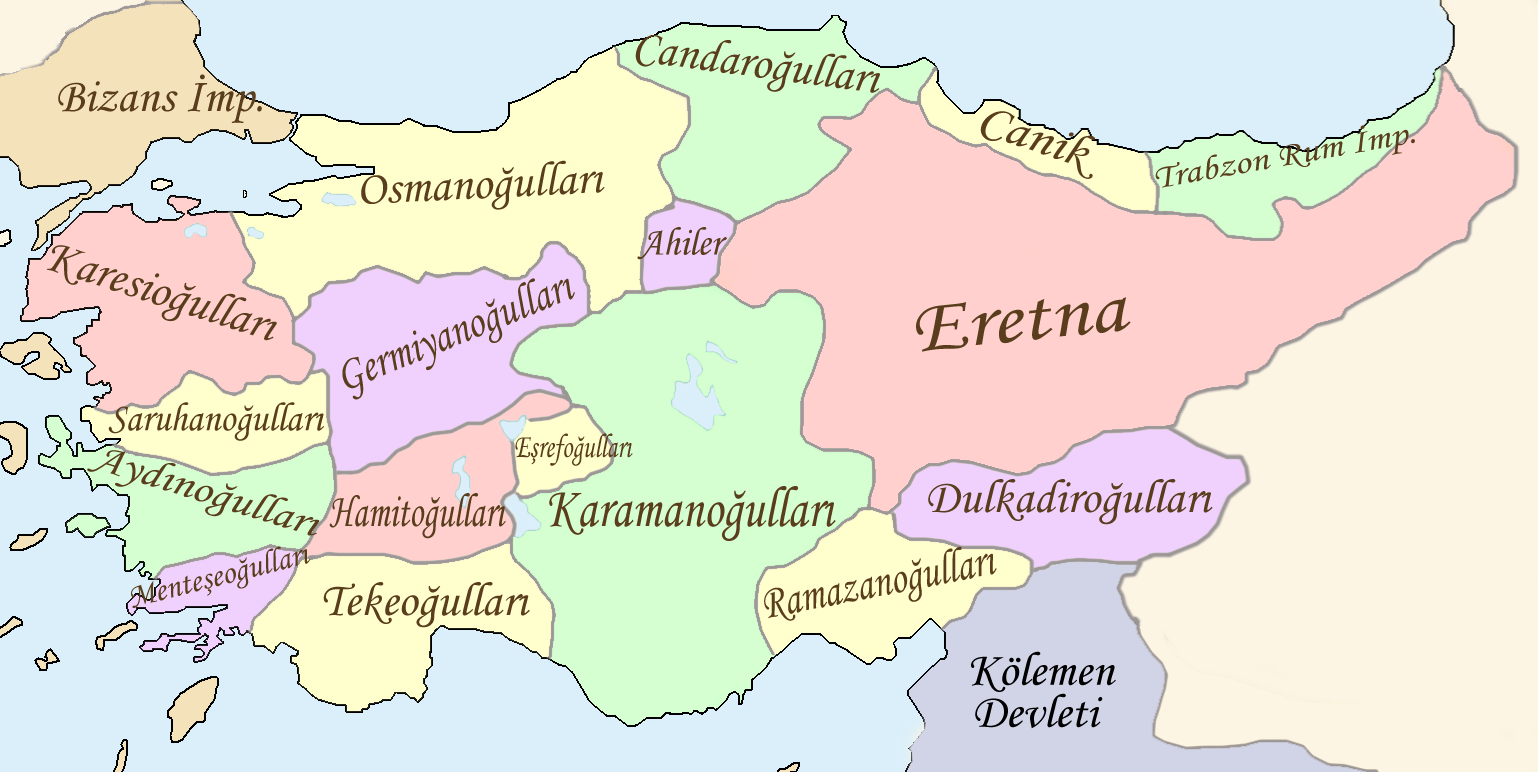
阿赫兄弟會（Ahiler）控制的領土

阿赫兄弟會（土耳其語：Ahilik / Ahiler / plural of Ahi，英語：Ahi Brotherhood / Ahis / Akhts）是一個14世紀時存在於安那托利亞地區的商業公會，同時也是眾多安纳托利亚侯国中的一個國家。

## 興起背景
許多突厥人自11世紀下半葉開始便陸續遷移到安那托利亞居住，此時的突厥人大多仍偏愛在農村地區生活。另一方面，當地的統治者魯姆蘇丹國政權（塞尔柱帝国的分支）則不斷鼓勵突厥人搬往城市內定居。13世紀初，當蒙古帝国攻陷呼羅珊一帶後，為了躲避蒙古人的戰火，許多原先住在呼羅珊的居民紛紛從家鄉往西逃難至安納托利亞，塞爾柱人將這些新來到的人民安置在領地內各地的城市中。從這時開始，安納托利亞地區的穆斯林工匠與商人日漸增多，成為影響安納托利亞歷史重要的一環。

## 阿赫兄弟會的建立
早在蒙古大軍襲捲呼羅珊前，一名出生於波斯霍伊地區的穆斯林傳教士阿赫·埃夫倫便已來到了安納托利亞。遷居至安納托利亞的他曾在開塞利做過皮革商人的工作，並逐步將這座城市中的穆斯林工匠們組織起來成立商業公會，這個新創立的組織即是以他的名字命名為「阿赫兄弟會」。日後阿赫·埃夫倫又再度遷居科尼亞，並在蒙古人入侵代尼茲利與克爾謝希爾時不幸遇害。

## 成為國家
當1243年魯姆蘇丹國於克塞山戰役失利後，塞爾柱人便淪為蒙古伊兒汗國的附庸，隨著塞爾柱王朝勢力的衰落與瓦解，安納托利亞各地的部族以及割據勢力的領主們，紛紛脫離魯姆蘇丹國的掌控獨立建國，這些新建立的安纳托利亚侯国們大多遵奉伊兒汗國作為他們的宗主。此時控制著安卡拉地區的阿赫兄弟會也趁機在大約1290年時宣布成立為新國家，並同樣以伊兒汗國為宗主國。然而，與其他同時期建立的安納托利亞政權不同，阿赫兄弟會並非施行君主制的王朝，而是採用以宗教和商業為主的公會制度，可說是與中世紀歐洲威尼斯共和国和热那亚共和国相似的商業共和制政體。

## 結局
1354年，阿赫兄弟會被當時由奥尔汗一世統治的奥斯曼帝国併吞。雖然阿赫兄弟會在奧爾汗一世死後曾試圖恢復他們原有的獨立地位，但在1362年時，繼任的蘇丹穆拉德一世徹底終結了阿赫兄弟會政權復興的可能性，此後阿赫兄弟會便成為鄂圖曼帝國的一部分。一些原屬阿赫兄弟會的領導者們則成為鄂圖曼政權中的官員，徹底融入鄂圖曼帝國的政治體系之中。